# Mbouda
Mbouda is de hoofdstad van het departement Bamboutos, gelegen in de regio Ouest in Kameroen. De plaats ligt dicht bij het Bamboutos Massief. Een census uit 2005 telde een inwoneraantal van 120.615 mensen. De stad ligt ongeveer 25 kilometer verwijderd van Bafoussam, wat de provinciehoofdstad van het departement Ouest is.

## Galerij

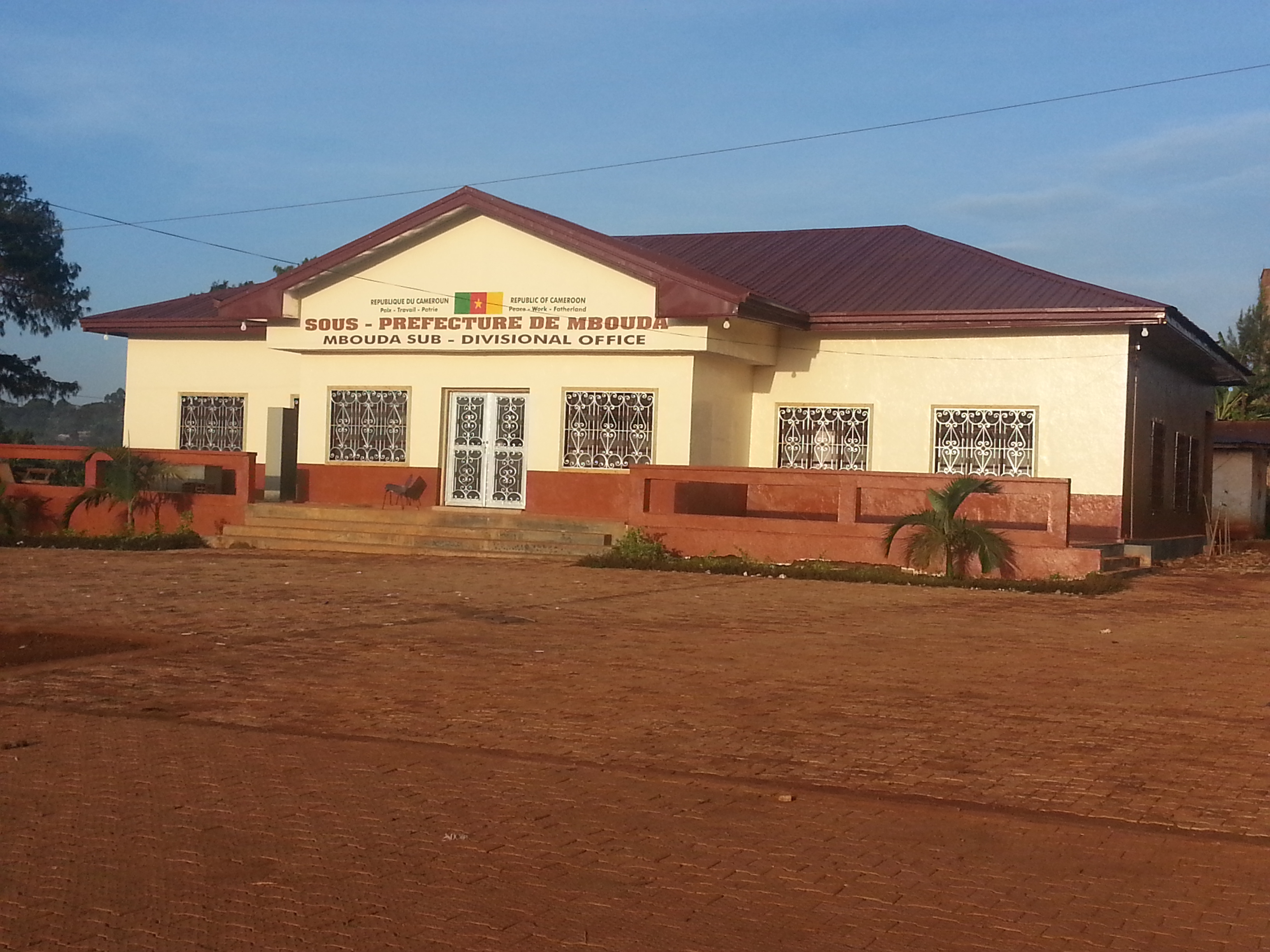
Onderprefectuur
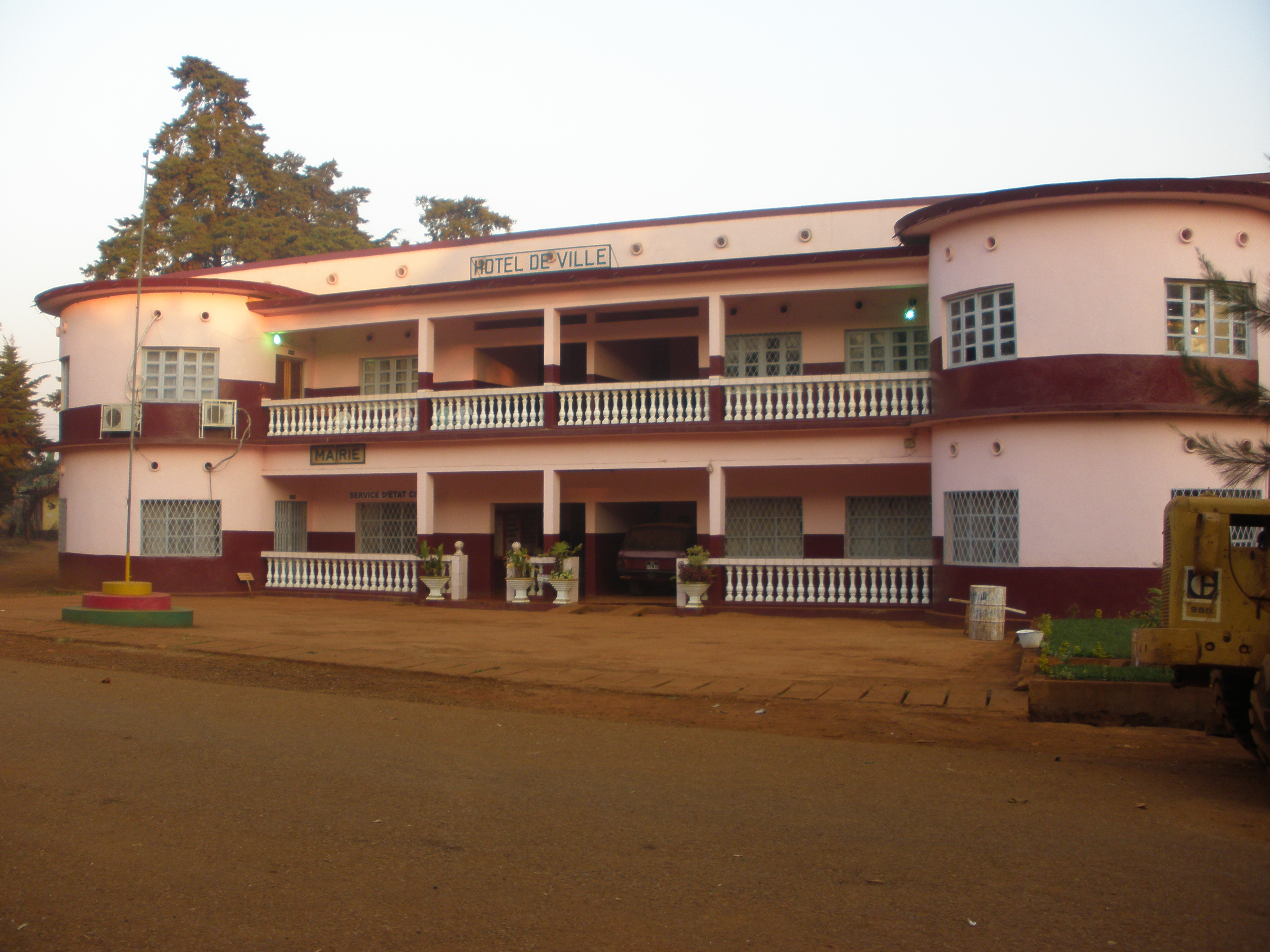
Stadhuis
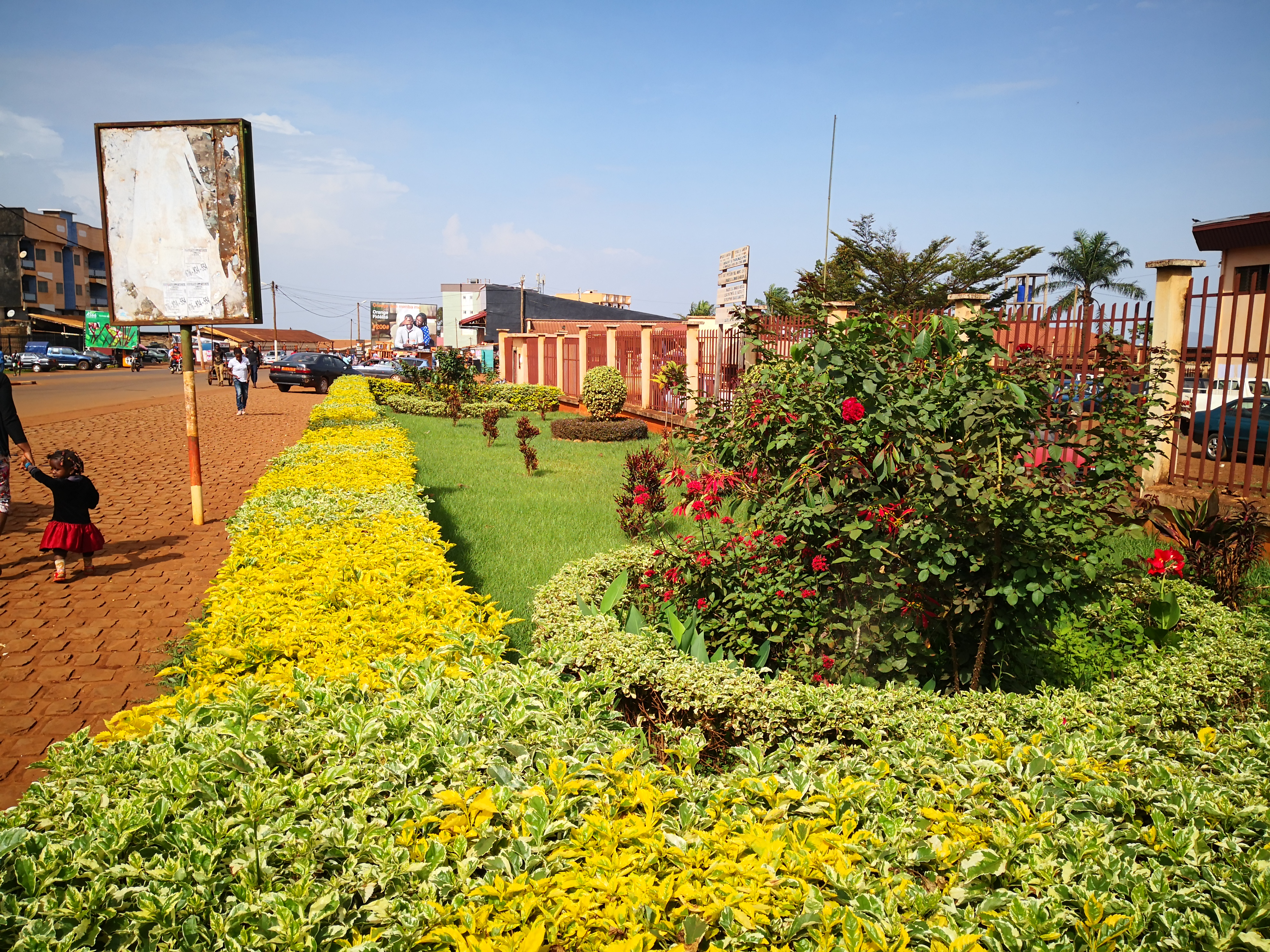
Stadscentrum
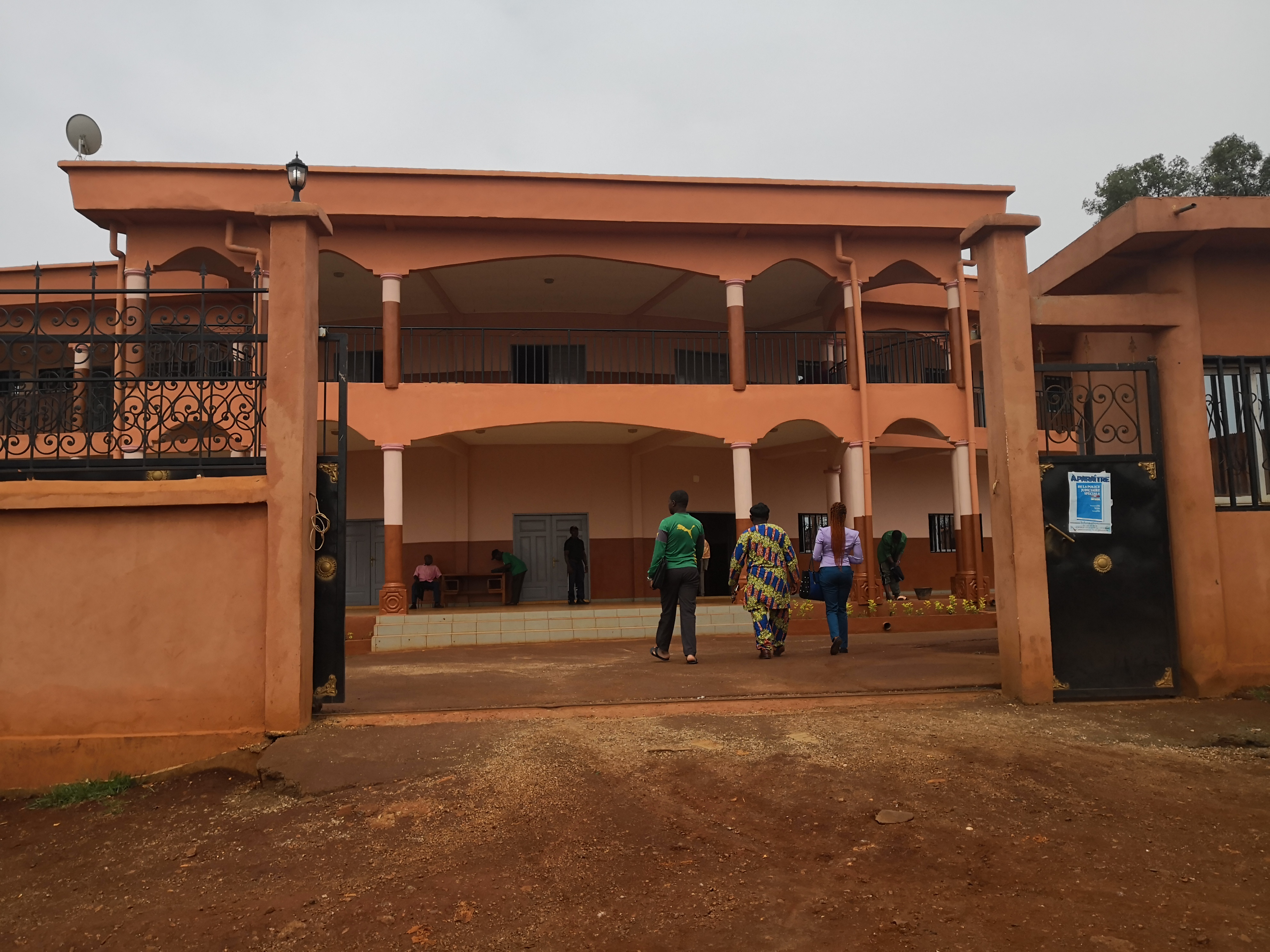
Tribunaal van Mbouda
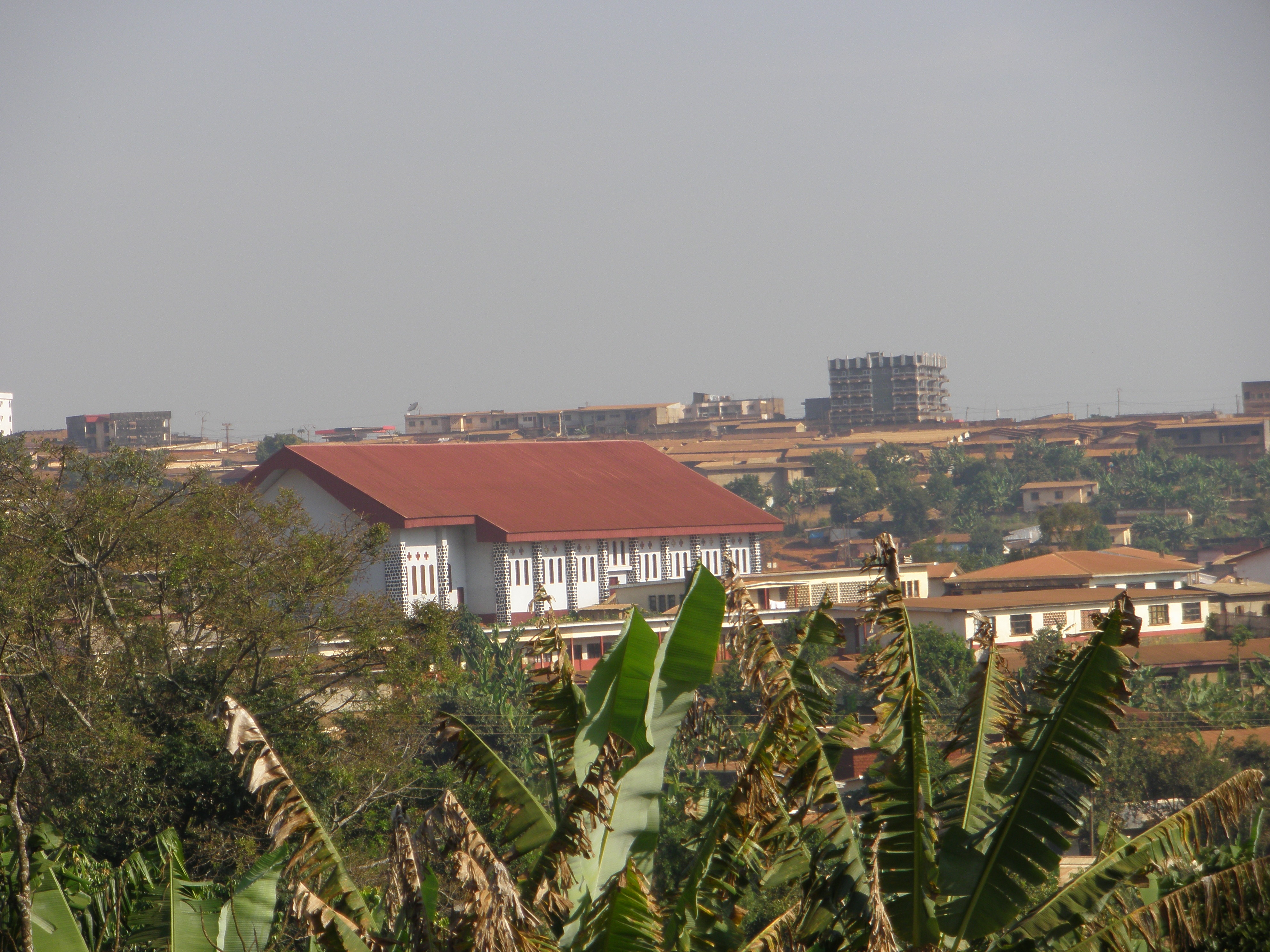
Sainte-Anne kerk
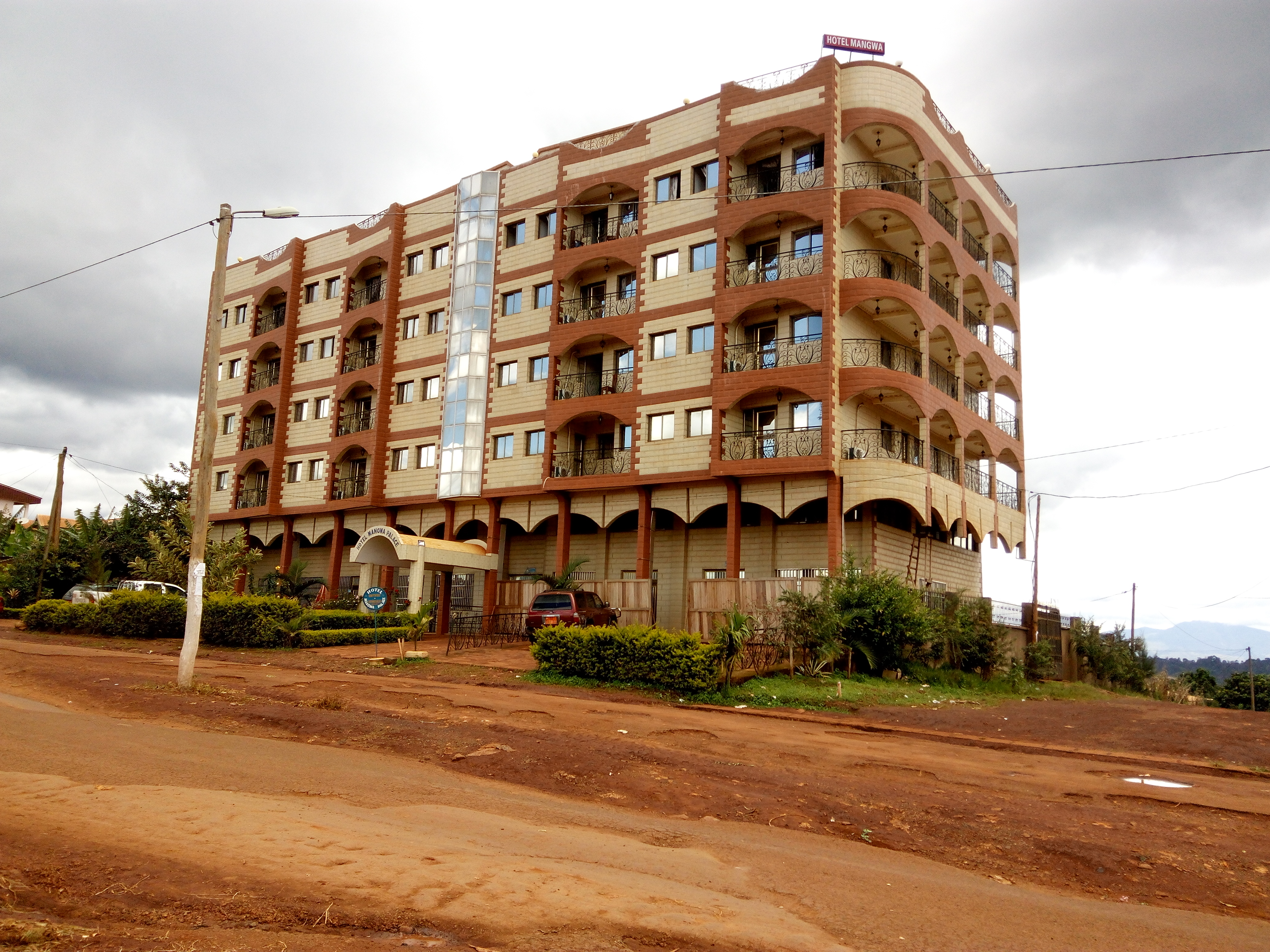
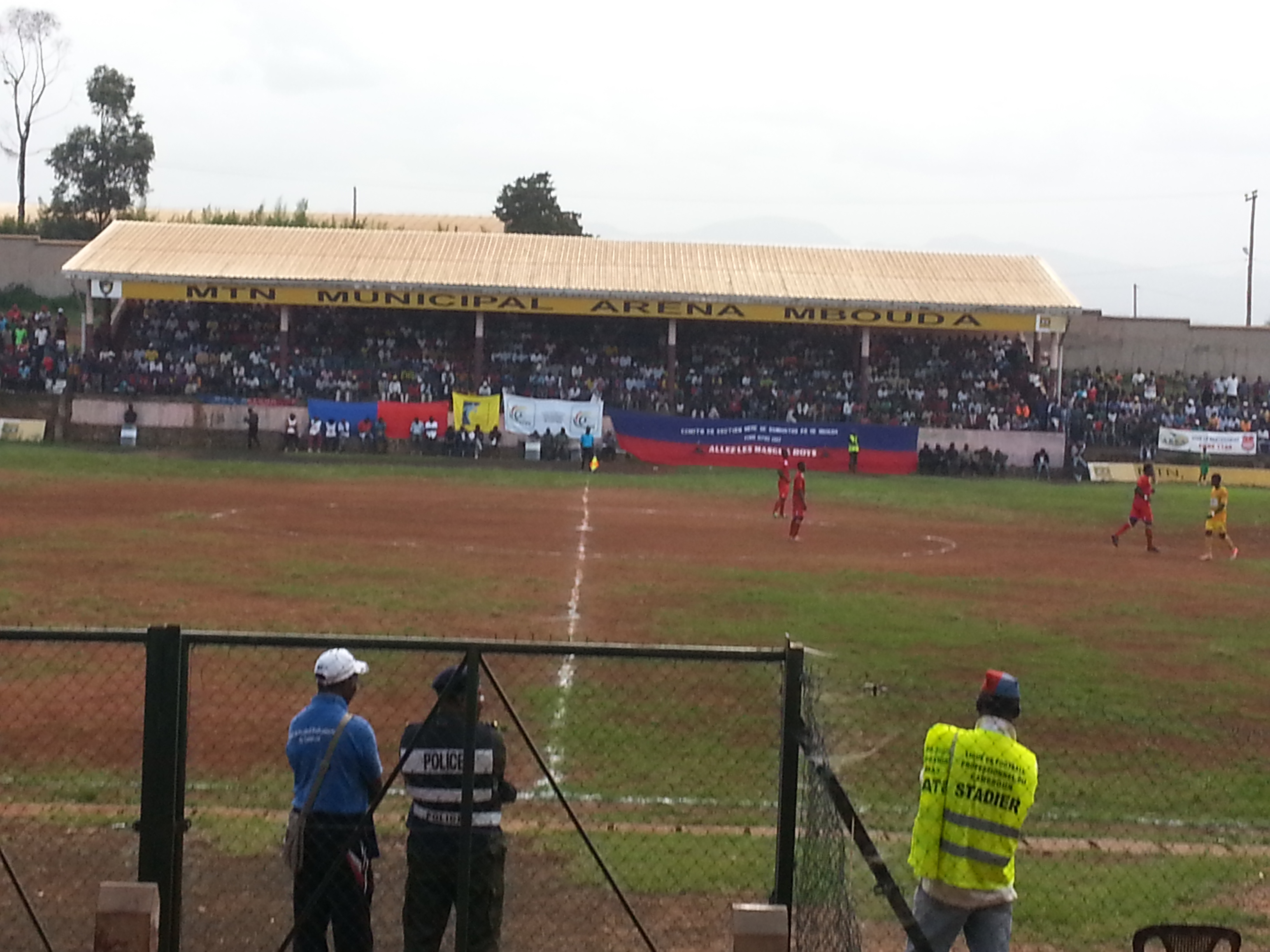
MTN Arena
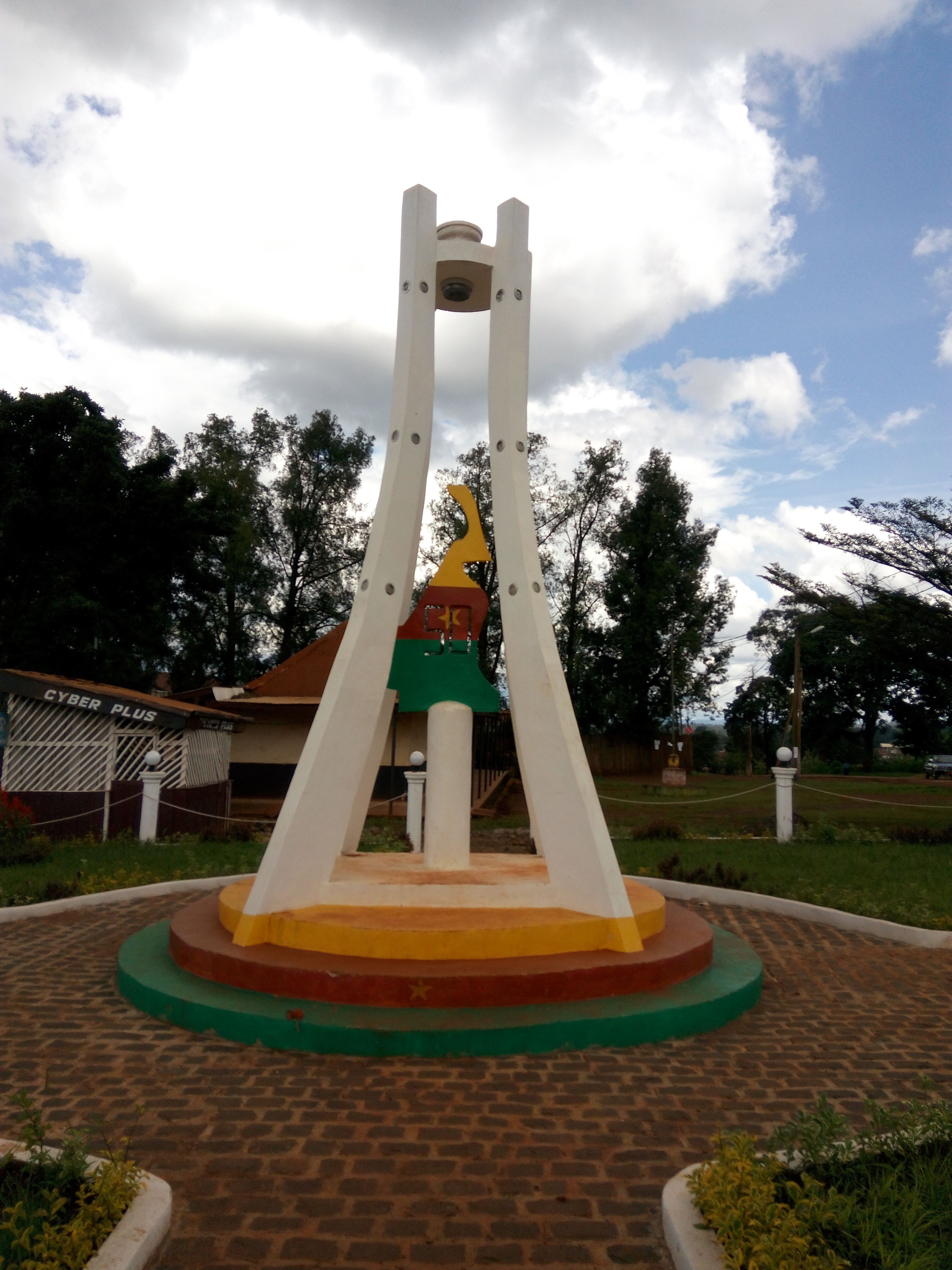
Monument ter herinnering aan het 50-jarig bestaan van het Kameroense jeugdfestival